# Gino Pollini
Pour les articles homonymes, voir Pollini (homonymie).
Gino Pollini, né le 19 janvier 1903 à Rovereto et mort le 25 janvier 1991 à Milan, est un architecte italien.

## Biographie

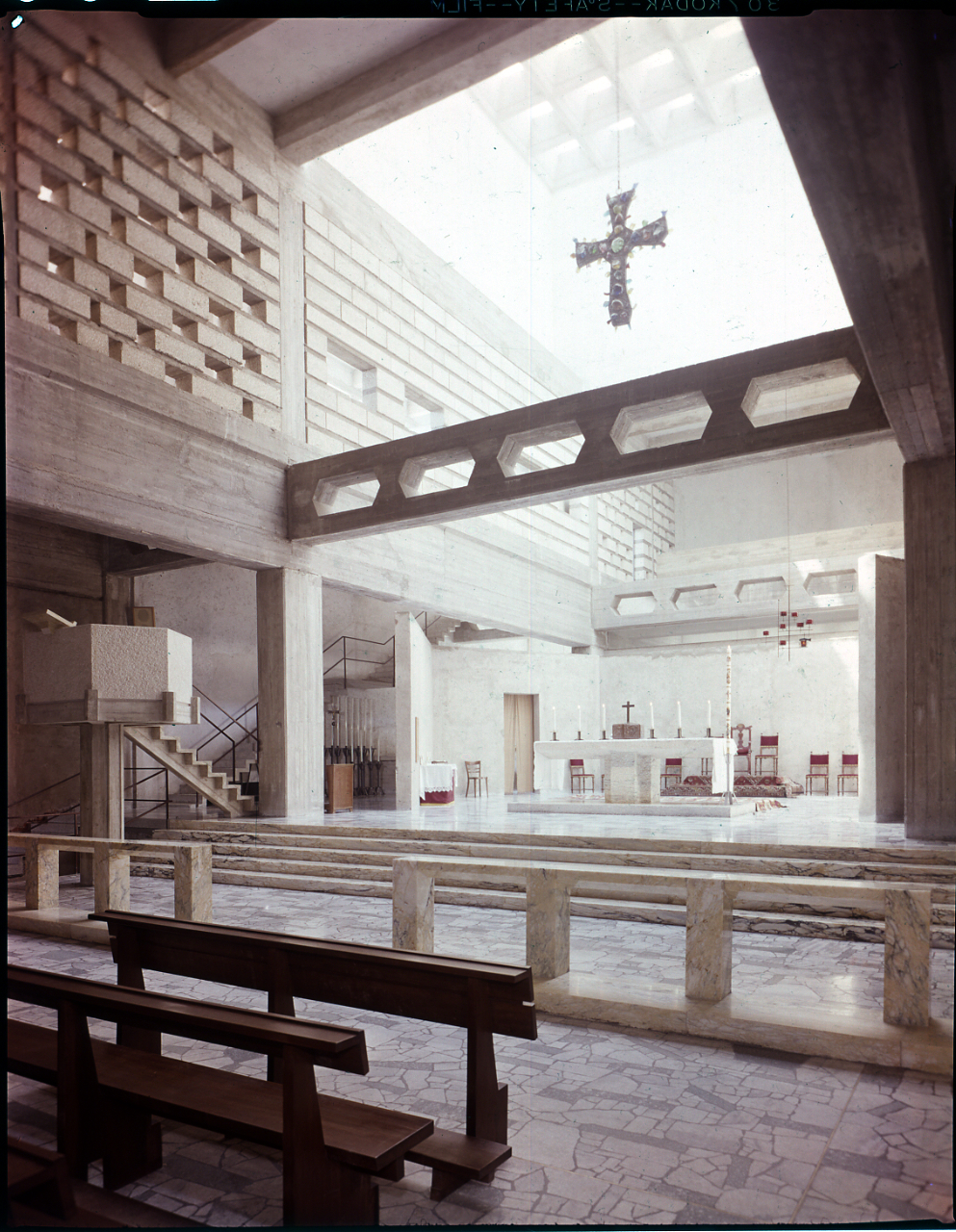
Figini e Pollini, Église de Madonna dei Poveri, Milan (1952-54). Photo par Paolo Monti, 1960.

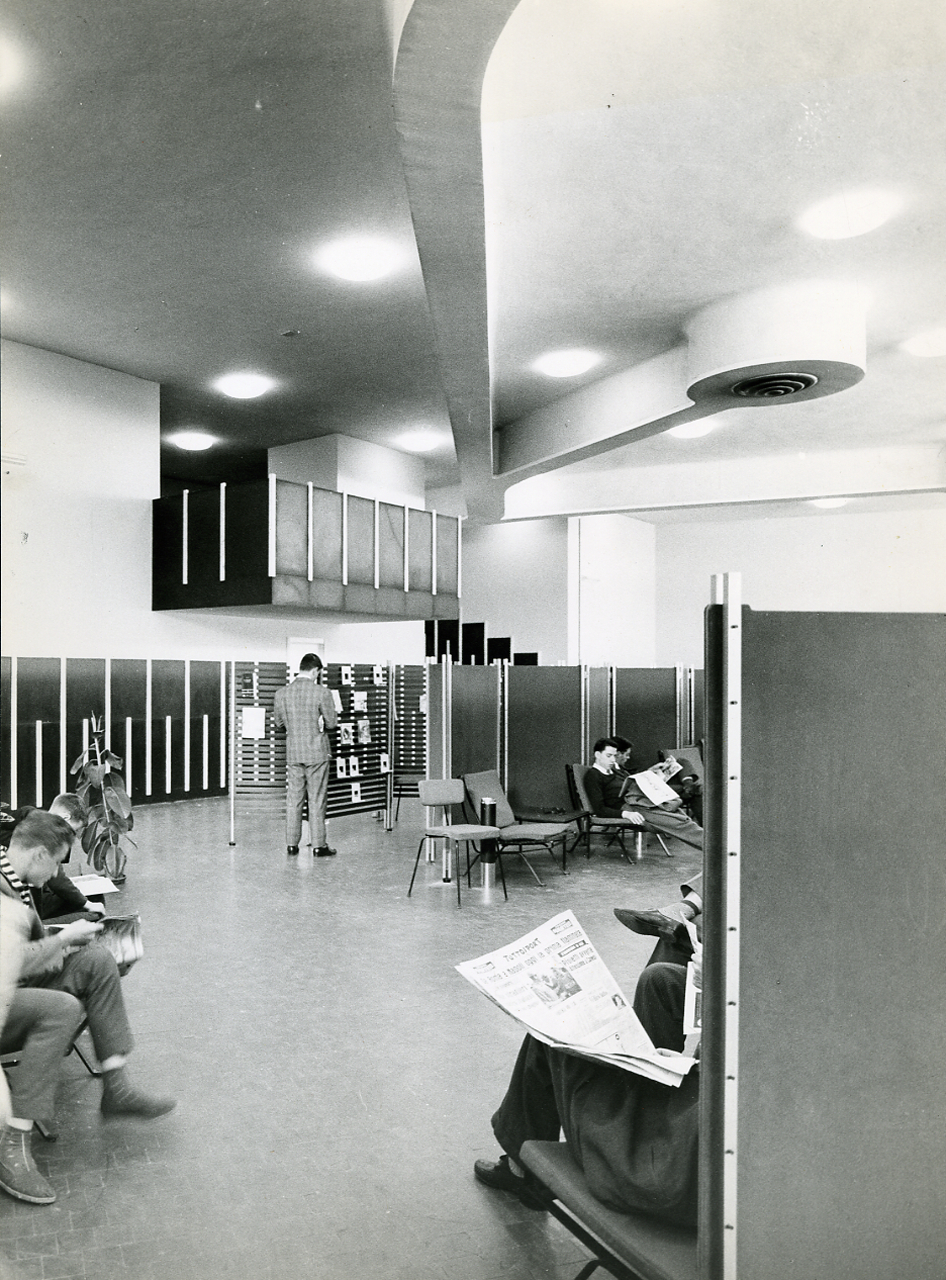
Figini e Pollini, siège Olivetti, Ivrée. Nouveaux ateliers ICO, salle de lecture. Photo par Paolo Monti, 1960.

Né à Rovereto en 1903, Gino Pollini est diplômé en architecture en 1927. Il rejoint le Gruppo 7, et à partir de 1929 travaille en collaboration avec un autre membre du groupe, Luigi Figini. Pollini et Figini ont longtemps travaillé en association avec la compagnie Olivetti de 1934 jusqu'en 1957. Ils ont conçu la plupart des immeubles de cette compagnie à Ivrea. Il a aussi enseigné l'architecture à Milan et Palerme.
Il est le père du pianiste Maurizio Pollini.